# Michael J. Willett
Michael James Mansel Willett (Fresno, Califórnia, 11 de setembro de 1989) é um ator e músico norte-americano. Willett é mais conhecido por seu papel como Lionel em United States of Tara e Tanner em G. B. F.. Ele também co-protagonizou a série de televisão Faking It, da MTV, de 2014, até seu cancelamento, em 2016.

## Início de vida
Willett cresceu em Fresno, na Califórnia, e participou de Clóvis West High School. A partir de jovem, ele sempre quis apresentar, e afirmou: "Quando eu era jovem, era mais desconfortável com aquele lado de mim, de ser extrovertida e falante. Percebi ao longo do caminho, que era como fazer com que as pessoas o conheçam. Eu tenho crescido para ser uma pessoa aberta."
Quando ele foi questionado sobre interpretar personagens gays em vários papéis, Willett respondeu: "Eu quero interpretar todos os tipos diferentes de pessoas, gays ou heterossexuais. Por exemplo, quando você entra para interpretar um serial killer, você não pergunta se ela atende aos seus padrões físicos ou morais. Você desconsidera isso e interpreta o personagem. Eu não questionei [aceitando o papel do GBF ]. Eu quero interpretar todos os tipos diferentes de personagens e espero continuar a fazê-lo."

## Carreira
Willett também é cantor, listando-se em seu Twitter como um cantor de primeiro e ator de segundo. Ele afirmou que, após G.B.F ele gostaria de começar a escrever a sua própria música. Willett o álbum de estreia é chamado de Diapason, que ele descreve como a "plenitude cheia, rica e melodiosa de som. Que é exatamente como eu descrever o que eu faço".

## Vida pessoal
Willett é abertamente gay, afirmando em uma entrevista com The Advocate publicou em seu site que, "eu realmente nunca quis fazer uma coisa ... Eu nunca vi ser algo que me separasse de qualquer outra pessoa. Eu descobri que isso me deu uma vantagem na indústria."

## Filmografia

### Filme
| Ano  | Título   | Papel  | Notas                                                                          |
| ---- | -------- | ------ | ------------------------------------------------------------------------------ |
| 2013 | G. B. F. | Tanner | Estreia: 2013 Festival De Cinema De Tribeca. Lançado Teatral: Janeiro 14, 2014 |

### Televisão
| Ano       | Título                | Papel               | Notas                             |
| --------- | --------------------- | ------------------- | --------------------------------- |
| 2004      | Joan of Arcadia       | Billy               | 1 Episódio                        |
| 2005      | Without a Trace       | Aaron               | 1 Episódio (como Michael Willett) |
| 2010      | Cougar Town           | Glee Club Member #4 | 1 Episódio                        |
| 2011      | Blue Mountain State   | Joe Daniels         | 1 Episódio                        |
| 2010–11   | United States of Tara | Lionel Trane        | 16 Episódio                       |
| 2014–2016 | Faking It             | Shane Harvey        | Papel principal                   |

## Discografia
| Ano  | Título           | Álbum                  |
| ---- | ---------------- | ---------------------- |
| 2013 | "In Love Alone"  | Diapason (Unreleased)  |
| 2013 | "Burning Desire" | Diapason (Unreleased)  |
| 2014 | "Started Over"   | Regeneration: Phase II |